# Souto (Santa Maria da Feira)
Souto (auch São Miguel de Souto, nach seinem Schutzheiligen, dem Erzengel Michael) ist ein Ort und eine ehemalige Gemeinde im Norden Portugals.

## Geschichte
Erstmals erwähnt wird der Ort in einem Dokument aus dem Jahr 897 n. Chr., als Sitz des Klosters São Miguel mit der ersten Kirche Soutos.

## Verwaltung
Souto war Sitz einer gleichnamigen Gemeinde (Freguesia) im Kreis (Concelho) von Santa Maria da Feira im Distrikt Aveiro. Die Gemeinde hatte 4697 Einwohner und eine Fläche von 9,40 km² (Stand 30. Juni 2011).
Folgende Ortschaften liegen im Gebiet der ehemaligen Gemeinde:
| - Aldeia - Areosa - Badoucos - Cabomonte - Espinheira - Ferral - Fijô | - Gesteira de Baixo - Gesteira de Cima - Macieira - Morgado - Padrão - Pardieiro - Pousada | - Ribeiro - Serrado - Souto - Talegre - Tarei - Teobalde - Valrico |

Im Zuge der Gebietsreform vom 29. September 2013 wurden die Gemeinden Souto und Mosteirô zur neuen Gemeinde União das Freguesias de São Miguel do Souto e Mosteirô zusammengeschlossen.

## Persönlichkeiten
Am 14. Dezember 1909 wurde hier Albano Andrade geboren. Damit ist er ein Supercentenarian und der einzige männliche Supercentenarian dessen Alter verifiziert ist. Er ist der drittälteste portugiesische Mann aller Zeiten. Zusammen mit seinem zwei Jahre jüngeren, ebenfalls hier geborenen Bruder Alberto (* 2. Dezember 1911) bildet er laut dem Guinnessbuch der Rekorde zudem das älteste lebende Brüderpaar.